# (13241) Biyo
(13241) Biyo (1998 KM41) – planetoida z grupy pasa głównego asteroid okrążająca Słońce w ciągu 3,43 lat w średniej odległości 2,27 j.a. Odkryta 22 maja 1998 roku.